# Парадизо
Парадизо (итал. Paradiso) — коммуна округа Лугано кантона Тичино в Швейцарии, расположенная на берегу озера Лугано.

## География
Община Парадизо расположена в округе Лугано на берегу озера Лугано, у подножия и на нижних склонах горы Монте-Сан-Сальваторе. Она со всех сторон окружена территорией города Лугано, тем не менее сохраняет свою независимость от него. В состав коммуны входит одноимённое селение Парадизо, в свою очередь делящееся на Калприно, Гвидино, Фонтану и Моркино.
По состоянию на 1997 год площадь общины Парадизо составляла 0,89 квадратных километра. 37,1% этой территории использовалось в сельскохозяйственных целях, а её 36,0% составляли леса.

## История
Парадизо впервые упоминается в 1335 году как Calprino. В 1835 году было впервые отмечено название Paradiso, относящееся лишь к одному из районов селения. В 1929 году оно стало официальным названием для всей деревни. Это было сделано также для того, чтобы избежать путаницы с деревушкой Каприно, расположенной на другой стороне озера Лугано.
В ходе раскопок в 1951 году в Кальприно были обнаружены свидетельства поселения римской эпохи в этом районе. В VII веке на том же месте существовало небольшое поселение лангобардов. История поселения Моркино восходит к VIII веку, в то время как Кальприно, Фонтана и Гвидино впервые упоминаются в период между XII и XIV веками. В 1040 году бенедиктинский монастырь Сан-Карпофоро владел землёй в Кальприно. В 1264—1375 годах он владел обширными землями и епископским поместьем в деревне. В XII веке бенедиктинское аббатства Святого Амвросия в Милане владело землёй в Гвидо. Примерно к 1335 году поселения, которые сейчас составляют Парадизо, вошли в состав совета sancti Petri di Pamio. Он существовал до XIX века и управлял общинным имуществом.

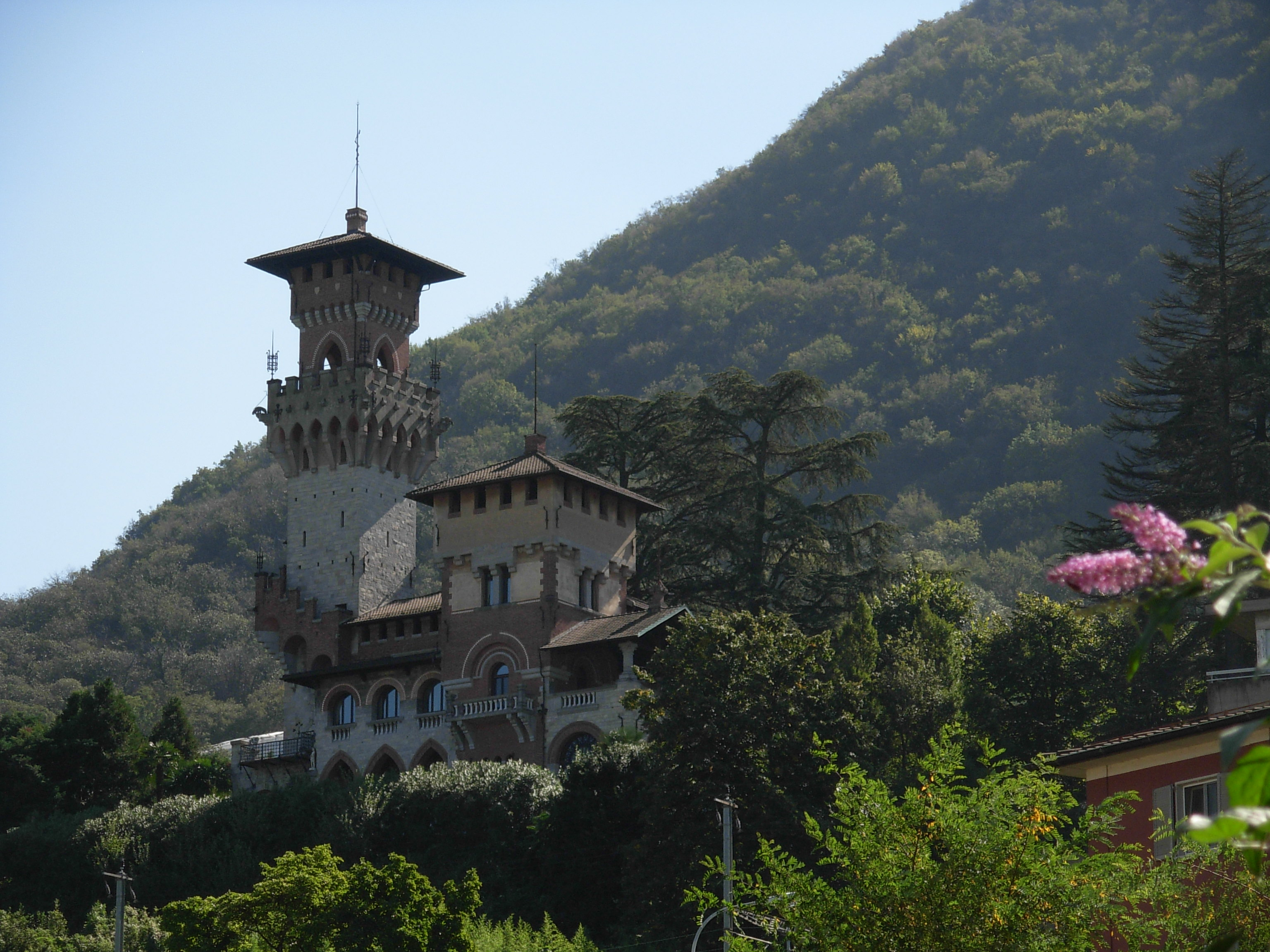
Замок Каттанео

Церковь Парадизо была частью прихода Памбио. Часовня Блаженной Девы Гереттской (итал. Oratorio della Beata Vergine alla Geretta) действовала с XVI века.  
Экономика деревни была традиционно основана на сельском хозяйстве, преимущественно на производстве зерна и виноградарстве. Затем, в XVIII и XIX веках, в деревне получило распространение производство шёлка. Благодаря виду на озеро Лугано Парадизо стал популярным курортом после открытия Сен-Готардской железной дороги в 1882 году. В 1890 году открылся фуникулёр на гору Монте-Сан-Сальваторе. Фуникулёр и растущее движение по озеру способствовали дальнейшему развитию гостиничного и туристического бизнеса в Парадизо. В то же время, его население также росло. Строительство автомагистрали вдоль муниципальной границы с Лугано в 1966 году начало менять облик коммуны. В начале XXI века количество туристов в Парадизо стало снижаться, и оно стало развиваться в качестве жилого района с многочисленными роскошными зданиями.